# Batchawana River
Batchawana River är ett vattendrag i Kanada.   Det ligger i provinsen Ontario, i den sydöstra delen av landet, 700 km väster om huvudstaden Ottawa.